# Théodore Courtaux
Théodore Courtaux, né le 2 juillet 1848 à Port-Louis, Île Maurice, mort le 3 mai 1916 à Paris, était un homme de lettres, généalogiste et paléographe français du XIXe siècle.

## Biographie
Fils de Nicolas Courtaux et de Eulalie Regnard (1819-1878),. Théodore Courtaux,, élève de l'école de Sorèze, fut directeur de la maison d'édition du Cabinet de l'Historiographe spécialisée dans la publication de notices historiques sur les familles et les localités, qui était situé d'abord au 52, rue d'Amsterdam en 1889, 93, rue Nollet en 1896 et enfin 4, rue Trézel à Paris en 1905.
Il fut rédacteur à la revue des questions héraldiques, archéologiques et historiques dirigé par Oscar de Poli,, et contributeur à la revue L'Intermédiaire des chercheurs et curieux de Charles Read.
Le cabinet de l'historiographe publie en 1901 le Dictionnaire de l'état-major français au XVIe siècle de Fleury Vindry.

## Publications

### 1889
- Histoire généalogique de la maison de L'Esperonnière[10]

### 1892
- Jean-Batiste Chassignet, Sonnets franc-comtois inédits : écrits au commencement du XVIIe siècle et publiés pour la première fois d'après le manuscrit original[11],[12].
- Généalogie de la famille de La Bauve d'Arifat (Languedoc et île Maurice), seigneurs d'Arifat au comté de Castres[13].

### 1894
- Généalogie de la famille Bosquillon d'Aubercourt, (Picardie, Beauvaisis et Ile-de-France)[14].

### 1896
- Histoire généalogique de la famille Juchault de La Moricière et des Jamonières[15]

### 1898
- Généalogie de la famille de La Valade de Truffin, de ses alliances et des seigneuries qu'elle a possédées (Périgord, Nivernais, Bourgogne, îles de Saint-Domingue et de Cuba)[16].

### 1899
- Généalogie de la famille de Bardoulat de Plazanet et de La Salvanie, (Limousin)[17].
- Histoire généalogique de la maison de Lantivy, de ses alliances et des seigneuries qu'elle a possédées, (Bretagne, Maine, Anjou et Languedoc), suivie des généalogies des maisons de l'Estourbeillon (Bretagne) et de Richemont de Richard'son (Écosse et France)[18].

### 1901
- Histoire généalogique de la maison Du Pontavice et de ses alliances, (Bretagne, Normandie et Maine)[19]

### 1904
- Généalogie de la famille Du ou De Praël, seigneurs de Morsalines, Ravenoville, Hiesville, Surville, Blosville, Cussy, La Champaigne, Les Houguedières, Le Saulx et Courdevesque, barons de La Hogue, vicomtes d'Avranches, de Moulins, Bonsmoulins et Essay, comtes de Surville, en Normandie[20].

### 1905
- L'Historiographe : recueil de notices historiques sur les familles et les localités[21].

### 1908
- Documents en partie inédits sur les Clouet, peintres du roi de 1522 à 1572, et sur plusieurs peintres de leur époque, avec une introduction et des notes[3]

### 1911
- Histoire généalogique de la maison Touchet[22]

## Pour approfondir